# 馬特·布朗特
馬特·布朗特（英語：Matt Blunt；1970年11月20日—）是美国的一位政治人物。在2005年至2009年期間，馬特·布朗特擔任第57任密蘇里州州長職務。他的黨籍是共和黨。布朗特出生在一個政治世家，他的父親曾經擔任聯邦參議員。